# Várzea Branca
Várzea Branca est une municipalité brésilienne située dans l'État du Piauí.